# カマカホヌ

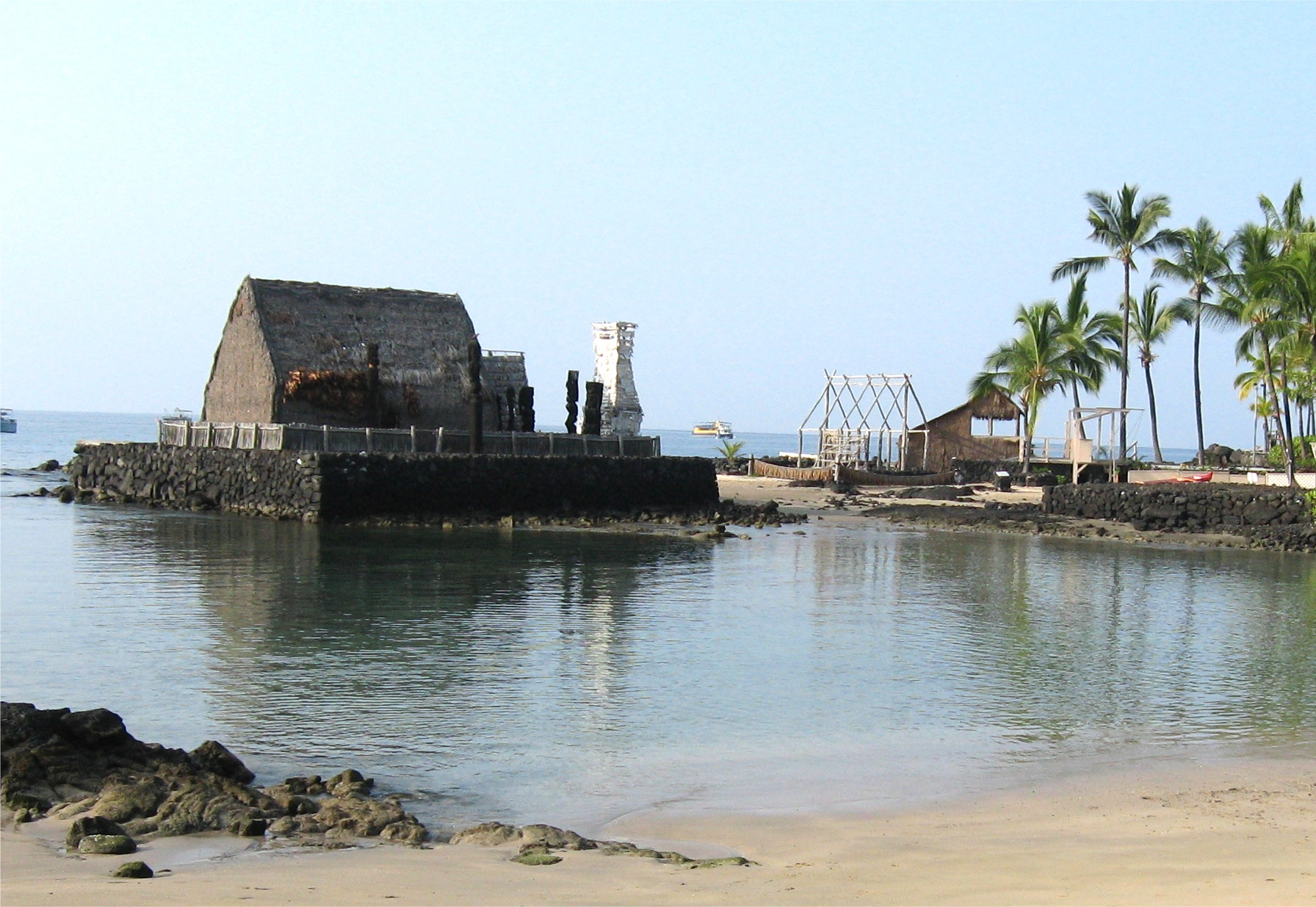
カイルア桟橋に隣接した小さな湾の向こう側にカマカホヌがあり、湾に突き出るようにアフエナ・ヘイアウが見える

カマカホヌ（英語: Kamakahonu＝ハワイ語で「亀の目」の意味）は、アメリカ合衆国ハワイ州カイルア・コナの海岸にあるカメハメハ大王の王位引退後の住居跡である。

## 概要
ハワイ諸島を統一しカメハメハ大王は、ハワイ王朝の首都をオアフ島のホノルルおよびモロカイ島のラハイナに移し、自らは出身地のハワイ島に引退して過ごした。
この住居跡はカイルア桟橋のすぐ北側にあり、キングカメハメハ・コナビーチ・ホテルの海岸側にある。

## アフエナ・ヘイアウ
敷地内に茅葺屋根の大王の個人的な聖所「アフエナ・ヘイアウ」（Ahuena Heiau）もあり、現在アメリカ合衆国国立史跡である 。